# Шамуел Телеки
Граф Шамуел Телеки (на унгарски: Teleki Sámuel) е унгарски пътешественик, изследовател на Африка.

## Произход и политическа кариера (1845 – 1885)
Роден е на 1 ноември 1845 г. в село Думбръвиора (Шаромберке), Трансилвания (днес окръг Муреш, Румъния), в богато унгарско семейство. Шамуел наследява от баща си голямо имение, а по късно, вече близо 40-годишен, се впуска в политиката като става член на горната камара на унгарския парламент. Телеки е запален ловец и това му занимание го среща с африканския континент.

## Експедиционна дейност (1886 – 1888)
През 1886 г. приема предложението на своя приятел и благодетел, престолонаследника на Австрийската империя Рудолф, син на император Франц Йосиф I, да се включи в ловно сафари в Източна Африка, северно от езерото Баринго в Кения.
През януари 1887 г., заедно с австрийския флотски лейтенант Лудвиг фон Хьонел, тръгва от Пангани (5°26′ ю. ш. 38°59′ и. д. / 5.433333° ю. ш. 38.983333° и. д., в Североизточна Танзания), изкачва се по река Пангани до горното ѝ течение и прави неуспешен опит да се изкачи на планината Килиманджаро, като достига до снежната граница (на около 5300 м). Изследва южното подножие на вулкана Меру (4567 м), заобикаля от юг и изток Килиманджаро и продължава на север. През октомври пръв се изкачва на връх Кения (5199 м). След това се отправя на северозапад към езерото Баринго (0°38′ с. ш. 36°05′ и. д. / 0.633333° с. ш. 36.083333° и. д.), продължава на север по западния край на платото Лайкипия, минава на запад от вулканския масив Ниру и на 6 март 1888 г. открива езерото Туркана (Рудолф, 8500 км2), а на юг от него вулкана Телеки (646 м). Изследва източния бряг на езерото, като установява, че се простира на 300 км по меридиана и е широко от 24 до 50 км. На северното му крайбрежие открива устието на река Омо, а на североизток от езерото – езерото Чоу-Бахр (Стефани). След това изследва западния бряг на Туркана и открива устията на реките Керио и Теркуел. Изкачва се до горното течение на Теркуел и оттам през езерото Баринго през октомври 1888 се завръща на брега на океана при Момбаса.
Освен направените географски открития експедицията извършва наблюдения върху климата, флората и фауната на посетените райони. Събрани са над 400 етнографски предмети от племената масаи и кикую и ценни колекции от растения и животни.

## Следващи години (1889 – 1916)
През 1895 г. Телеки прави нов неуспешен опит да се изкачи на върха на Килиманджаро. След последното си пътуване се връща в имението си в Будапеща, където след тежко боледуване умира на 10 март 1916 г. на 70-годишна възраст.

## Памет
- Неговото име носи вулкан Телеки (2°20′ с. ш. 36°37′ и. д. / 2.333333° с. ш. 36.616667° и. д.) в Кения, южно от езерото Туркана (Рудолф).